# Saverio Zavettieri
Saverio Zavettieri (Bova Marina, 21 giugno 1942) è un politico e sindacalista italiano, sindaco di Bova Marina dal 26 maggio 2019 al 10 giugno 2024.

## Biografia
Sindacalista della CGIL dal 1960, ha lasciato nell'aprile del 1980 da segretario generale della Cgil in Calabria per dedicarsi all'attività politica. Ha fondato il "Centro Studi Cesper" e ha diretto il comitato per la Calabria istituito presso il Ministero del Mezzogiorno.
Esponente del Partito Socialista Italiano, è stato eletto deputato alle elezioni politiche del 1983, confermato nel 1987 e nel 1992, membro della direzione nazionale del PSI. Dal 1998 al 2000 è stato anche eletto consigliere provinciale a Reggio Calabria come candidato a presidente della lista del Garofano con lo slogan ab imo resurgo.
Dopo le vicende legate a Mani pulite, ha seguito la sorte del PSI rifiutando la scelta imposta dal sistema bipolare maggioritario tra centro-destra e centro-sinistra. Ha spinto per una ricostituzione del partito socialista partecipando attivamente a tutti i congressi costitutivi, finché nel 2000 sancisce l'alleanza col Polo di centro-destra in Calabria determinandone la vittoria alle elezioni regionali e diventando assessore regionale alla Pubblica Istruzione, Beni culturali, Università e Ricerca. Aderisce dunque al Nuovo PSI.
A febbraio del 2004 ha subito un gravissimo attentato: due sicari tentarono di ucciderlo nella sua casa di Bova Marina e soltanto il vetro blindato della finestra impedì che il proiettile giungesse con traiettoria fatale. Lui dichiarò, in quella circostanza, che l'attentato fosse legato ad una commistione tra politica e 'ndrangheta e maturato all'interno della maggioranza di centrodestra di cui facevo parte, collegandolo anche all'omicidio di Francesco Fortugno che si verificherà l'anno successivo. Nel 1992 venne ucciso a Brancaleone Bruno Ioffrida, imprenditore, amico di Zavettieri.
Nel 2005, al quinto congresso del Nuovo PSI, insieme a Bobo Craxi, sancì la rottura con la Casa delle Libertà, scegliendo lo schieramento di centro-sinistra per compiere l'agognata "Unità Socialista", ma non condivise l'accordo dello SDI di Enrico Boselli con i Radicali Italiani nella Rosa nel Pugno e fondò, insieme a Craxi, la lista de I Socialisti che si presentò, collegata al centrosinistra, alle elezioni politiche del 2006 raccogliendo circa 130 000 voti.
Nel marzo 2007, a Rimini, con la fondazione del partito - che prese il nome di I Socialisti Italiani - venne proclamato, con voto unanime, segretario nazionale della formazione politica, rilanciando l'idea dell'unità socialista, che sarà ripresa al congresso nazionale dello SDI in aprile ove, preso atto del fallimento del progetto della Rosa nel Pugno, si diede il via alla prospettiva di una Costituente Socialista, alla quale aderì Zavettieri con i suoi Socialisti Italiani.
Molto critico nei confronti della gestione del segretario Boselli nella nuova formazione, ritenuto responsabile del deludente risultato delle elezioni politiche del 2008, Zavettieri si dissocia dal Partito Socialista. Il 10 ottobre 2009 riconverge con Bobo Craxi e dà avvio ad un nuovo soggetto politico, denominato "Socialisti Uniti - PSI", che rifiuta la confluenza dei socialisti in Sinistra e Libertà e si pone in atteggiamento critico verso il bipolarismo.
Si candida a sindaco della sua città natale per le elezioni comunali del 26 maggio 2019, venendo eletto per la prima volta sindaco di Bova con la lista civica "Uniti per Bova Marina" con 1.231 voti (53,78%) battendo Andrea Zirilli, presentatasi con la lista civica "Cambiamo Bova Marina", che ha ottenuto 1.058 voti (46,22%). I votanti sono stati 2.289 su un totale di 3.997 elettori.